# 阮方涉
阮方涉（1929年1月1日—1978年），也翻譯作阮芳涉、阮芳帖，越南共和國律師、記者、政治家和外交官，曾任越南共和國駐澳大利亞、聯邦德國等國的大使。:751

## 生平
1929年1月1日，阮方涉出生於越南乂安。
1953年，阮方涉在西貢獲得律師資格，並於同年開始從事工作至1956年。與此同時，阮方涉在1953年至1962年間還從事記者工作。:751
1955年，阮方涉作爲越南國代表團成員參加了在印度尼西亞萬隆召開的亞非會議。:751
1956年，阮方涉出任越南共和國國會總秘書，積極參與1956年越南共和國憲法的起草。1956年至1963年，阮方涉擔任越南共和國國會議員。:751
1957年至1963年间，阮方涉擔任各国议会联盟成員。:751
1968年至1972年，阮方涉出任越南共和國駐巴西大使館代辦。:751
1973年，阮方涉被任命爲越南共和國駐澳大利亞大使。在此之前，越南共和國駐該國大使已經空缺了有兩年半之久，期間，大使館由代辦主持，包括杜仲珠和武文孝二人。同年6月20日，阮方涉向澳方遞交了國書。
1974年6月，阮方涉到任越南共和國駐聯邦德國大使，並同時兼任越南共和國駐丹麥、挪威及瑞典大使。:7511975年越南共和國滅亡後，位於波恩的越南共和國駐聯邦德國大使館於該年5月2日關閉。
1978年在美國新澤西州去世。

## 個人生活
阮方涉是天主教徒。已婚，育有四個子女。:751